# ペコロス (漫画)
『ペコロス』 (pecoros) は、シバユウスケによる日本の漫画作品である。『増刊ヤングガンガンビッグ』（スクウェア・エニックス）でVol.02より連載開始、『月刊ビッグガンガン』（同）に引き継ぎ2011年Vol.01より2013年Vol.08まで連載された。

## 登場人物
青田 冬果（あおた とうか）
富士館（ふじかん）高校1年A組。多少暴力的で、ツッコミ役に回ることが多いがその際よく手や足が出る。料理が得意で、シェアハウスでの家事は主に冬果が担当している。貧乳。かなり年上の男性が好み。ファンもいるがそのほとんどは女子。ホラーは苦手。
青田 環（あおた たまき）
美宝（みたから）小学校5年1組。冬果の妹。面白いことが好きで、母のコスプレ衣装を使ってネットアイドルをやっている。
菜原 菘（なはら すずな）
富士館高校1年A組。巨乳で天然な性格。小学校の頃から男子に人気があり今ではファンクラブが存在するが、彼らの好意には昔からまったく気づいていない。勉強はできるが料理は苦手。かなりのブラコン。
菜原 蕗（なはら ふき）
美宝小学校5年1組。すずなの弟。あだ名はフッキー。しっかり者で料理が得意、かなりモテる。冬果のことが好きだが弟のような存在としか思われていない。
白鳥 深舞（しらとり みまい）
美宝小学校5年1組。環と雫の友達で、彼女たちにはみーちゃんと呼ばれている。フッキーのことが好きで、普段はおとなしいが恋愛絡みでは黒くなりがち。
剛田 雫（ごうだ しずく）
美宝小学校5年1組。環と深舞の友達。好奇心旺盛でうわさ好き。クラスでは新聞係。
五十嵐 町子（いがらし まちこ）
富士館高校1年A組。冬果とすずなの友人。父親は富士館高校校長。スタイルは良く、それを維持するために色々努力している。
美ヶ原 桃（うるしがはら もも）
すずなとフッキーのいとこ（2人の母の妹の娘）で中学2年生。フッキーのことが好きで、ダーリンと呼んでいる。学校では優等生で勉強も運動もできるが泳げない。
青田 春樹（あおた はるき） / 青田 円（あおた まどか）
冬果と環の両親。春樹は建築家。変態気味で、家のあちこちに監視カメラをしかけた。円はしっかり者だがコスプレ衣装を数多く持っている。
菜原 大（なはら ひろし） / 菜原 苗（なはら なえ）
すずなとフッキーの両親。大は体育会系の天然、苗はおっとりお嬢様系の天然。二人ともホラー好き。
杉浦 成人（すぎうら なりと） / 佐藤 智（さとう とも） / 溝口 卓（みぞぐち すぐる）
全員美宝小学校5年1組でフッキーの友達。成人は背が低く、あだなはスギナリ。智は中性的な容姿。卓はぽっちゃりで食欲旺盛。
佐藤 元（さとう はじめ）
富士館高校1年A組。佐藤智の兄ですずなファンクラブのメンバー。

## 単行本
1. 2012年6月25日 ISBN 978-4-7575-3643-2
2. 2012年12月25日 ISBN 978-4-7575-3843-6
3. 2013年8月25日 ISBN 978-4-7575-4072-9